# San Francisco (Be Sure to Wear Flowers in Your Hair)
«San Francisco (Be Sure to Wear Flowers in Your Hair)» — пісня з репертуару Скотта Маккензі, написана лідером групи The Mamas & the Papas Джоном Філіпсом. Пісня написана і видана в 1967 році для підтримки рок-фестивалю в Монтереї.
Назва пісні перекладається як «Сан-Франциско (Не забудь вплести квіти у волосся)». Однак у пісні співається трохи інакше: «Якщо збираєшся в Сан-Франциско, / Не забудь вплести кілька квітів у своє волосся» («If you're going to San Francisco, / Be sure to wear some flowers in your hair»).

## Історія і вплив
Пісня «San Francisco» була опублікована 13 травня 1967 року і негайно стала хітом у багатьох країнах. У червні вона піднялася до четвертого рядка в американському чарті Billboard Hot 100. Водночас вона очолила чарти у Великій Британії та багатьох країн Європи. Було заявлено про продаж більше семи мільйонів копій синглу в усьому світі (на другій стороні платівки розмістилася пісня What's the Difference). Успіх пісні безпосередньо пов'язують з «паломництвом» тисяч молодих людей у Сан-Франциско наприкінці 1960-х.
Пісня звучить в кількох відомих фільмах, таких як «Несамовитий» (1988) Романа Поланскі, «Форрест Гамп» (1994) Роберта Земекіса, а також у бойовику «Скеля» (1996) з Шоном Коннері і Ніколасом Кейджем.
Група Led Zeppelin зрідка імпровізувала з мотивом пісні «San Francisco» під час виконання своєї композиції «Dazed and Confused» на концертах.
Боно з U2 під час туру PopMart Tour співав «Сан-Франциско» разом з аудиторією, на концертах 18 і 19 червня 1997 року, що проходили на узбережжі цього міста.

## Інші версії
- Петула Кларк записала свою версію пісні відразу після її видання, в 1967 році.
- Кавер-версія в стилі диско від Одрі Ландерс вийшла 1984 року.
- Ремікс в стилі електро-хаус від проєкту «Global Deejays» вийшов 2004 року.